# Juba Lee
Juba Lee ist ein Jazzalbum des Avram Fefer Quartet. Die am 9. März 2022 in New York City entstandenen Aufnahmen erschienen am 28. November 2022 auf Clean Feed Records.

## Hintergrund
Zuvor hatte Fefer mit seinem Quartett das Album Testament (Clean Feed, 2019) vorgelegt. Fefer baute die Musik zunächst im Trio mit dem Bassisten Eric Revis und dem Schlagzeuger Chad Taylor auf, zu hören auf Ritual (Clean Feed, 2009) und Eliyahu (Not Two, 2011), bevor er der Gruppe den Gitarristen Marc Ribot hinzufügte. Die Aufnahme ist auch die persönliche Hommage des Saxophonisten an einen kurz zuvor verstorbenen engen Freund, den Essayisten (The Village Voice) und Bandleader Greg Tate. Das gesamte Album wurde mit Blick auf Tate vorbereitet, die direkteste Hommage kommt im abschließenden „Sweet Fifteen (For G.T.)“. Die Verbindungen zwischen den Spielern seien tief, notiert Jim Hymes. Taylor war Schlagzeuger bei Ribots Album Spiritual Unity mit dem Thema Albert Ayler, außerdem bei Live at the Village Vanguard, und war Schlagzeuger bei den Revis-Aufnahmen Sing Me Some Cry und Slipknots Through a Looking Glass.

## Titelliste
- Avram Fefer Quartet: Juba Lee

1. Showtime 6:22
2. Bedouin Dream 7:42
3. Sky Lake 8:23
4. Juba Lee 6:17
5. Brother Ibrahim 8:26
6. Love is in the Air 5:53
7. Gemini Time 7:15
8. Say You’re Sorry 6:26
9. Sweet Fifteen (for G.T.) 6:35

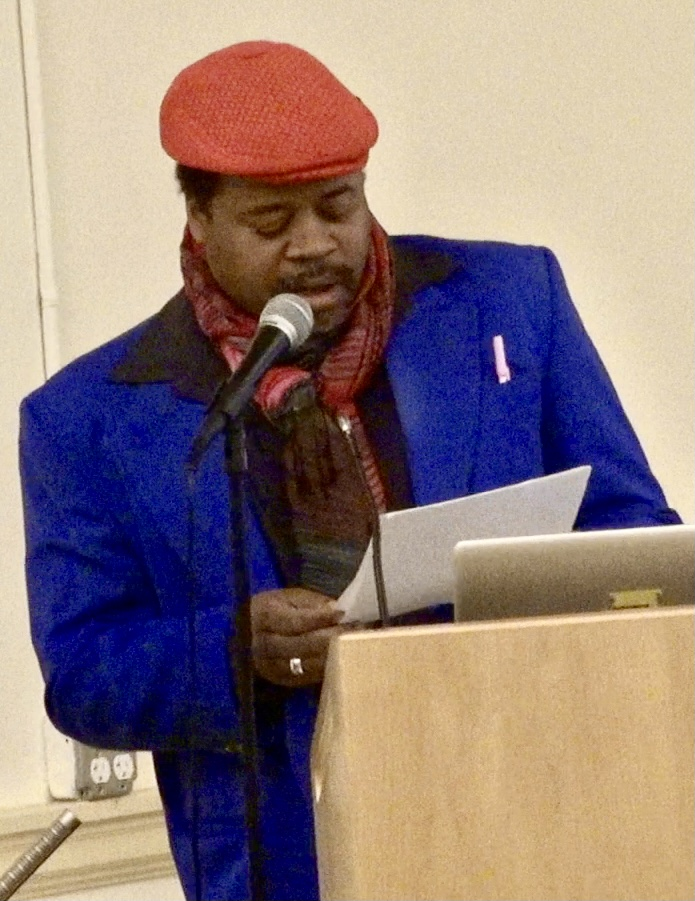
Afram Fefer widmete das Stück „Sweet Fifteen (for G.T.)“ seinem 2021 verstorbenen Freund, dem Schriftsteller, Musiker und Produzenten Greg Tate (Foto von 2013)

Die Kompositionen stammen von Afram Fefer.

## Rezeption
Nach Ansicht von Mark Corroto, der das Album in All About Jazz rezensierte, setzt die Musik den satten Sound fort, der auf der von der Kritik gefeierten Vorgängerveröffentlichung Testament des Quartetts zu hören war. Fefers Verbindung mit Marc Ribot würde die musikalischen Aspekte dieses Sounds festigen, denn Ribot habe sich schon immer mit Volksmusik befasst, sei es kubanische, haitianische oder auch Post-Punk- und Avantgarde-Genres, und Fefer reise ebenso gerne durch afrikanische und östliche Klänge.
Eine von Fefers weithin bekannten Eigenschaften ist seine Vorliebe für afrikanische Rhythmen und afrikanische Musik, die wir in „Brother Ibrahim“ und „Bedouin Dream“ am deutlichsten hören, schrieb Jim Hynes im Glide Magazine. Mal feurig, ausgefranst, grollend, aus dem Ruder zu laufen drohend, selten bis zum letzten Moment nachdenklich, übernehme Fefers Quartett sofort die Führung und lasse in dieser spannenden Stunde plus nicht locker.